# Pugled pri Mokronogu
Pugled pri Mokronogu je naselje v Občini Mokronog - Trebelno.